# Szerfalva
Szerfalva (Sârbi), település Romániában, a Partiumban, Máramaros megyében.

## Fekvése
Aknasugatagtól délre, a Kaszó bal partja mellett, Felsőkálinfalva és Budfalva közt fekvő település.

## Története
Szerfalva nevét 1459-ben említette először oklevél Zerfalwa néven. 1475-ben és 1484-ban Syrpfalva, 1459-ben Zeer, Zenfalu, Zerfalwa, 1465-ben Zerpfalva, 1475-ben Syrpfalwa, Szirpfalva, 1480-ban Zerfalva, 1808-ban Szerfalva, Szirb, 1913-ban Szerfalva néven írták.
1851-ben Fényes Elek írta Szerfalváról: „Szerfalu, Máramaros vármegyében, 482 görög katholikus, 37 zsidó lakossal,
anyatemplommal. Földesurai Demján, Borodi, s mások.”
1910-ben 1035 lakosából 885 román, 119 német, 21 magyar volt. Ebből 915 görögkatolikus, 117 izraelita volt. A trianoni békeszerződés előtt Máramaros vármegye Sugatagi járásához tartozott.

## Nevezetesség
- Szent Miklós-fatemplom[1]
- Szent Paraszkiva-fatemplom[1]

## Képgaléria

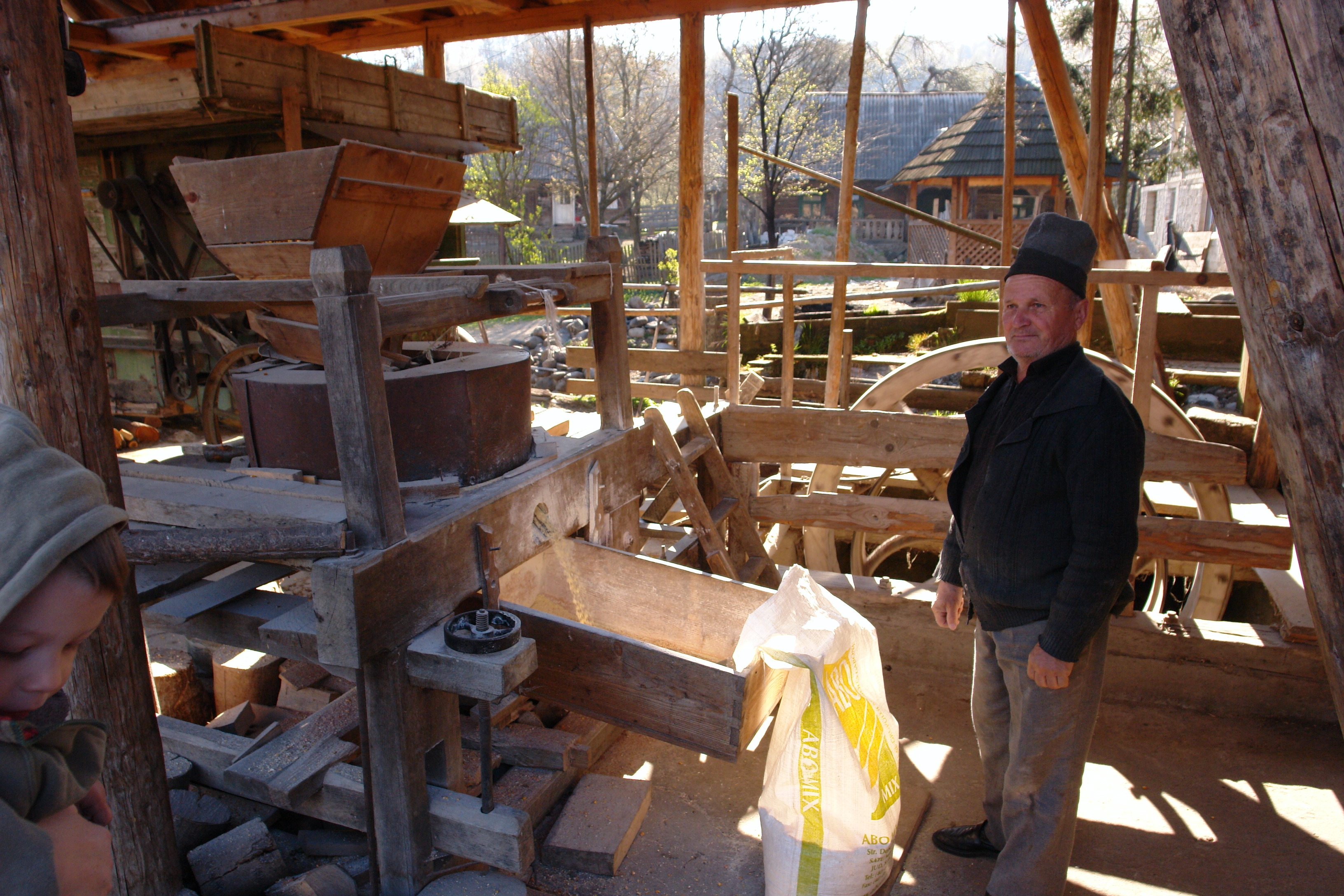
Gheorge Orpiș patak vizével hajott "üzeme"
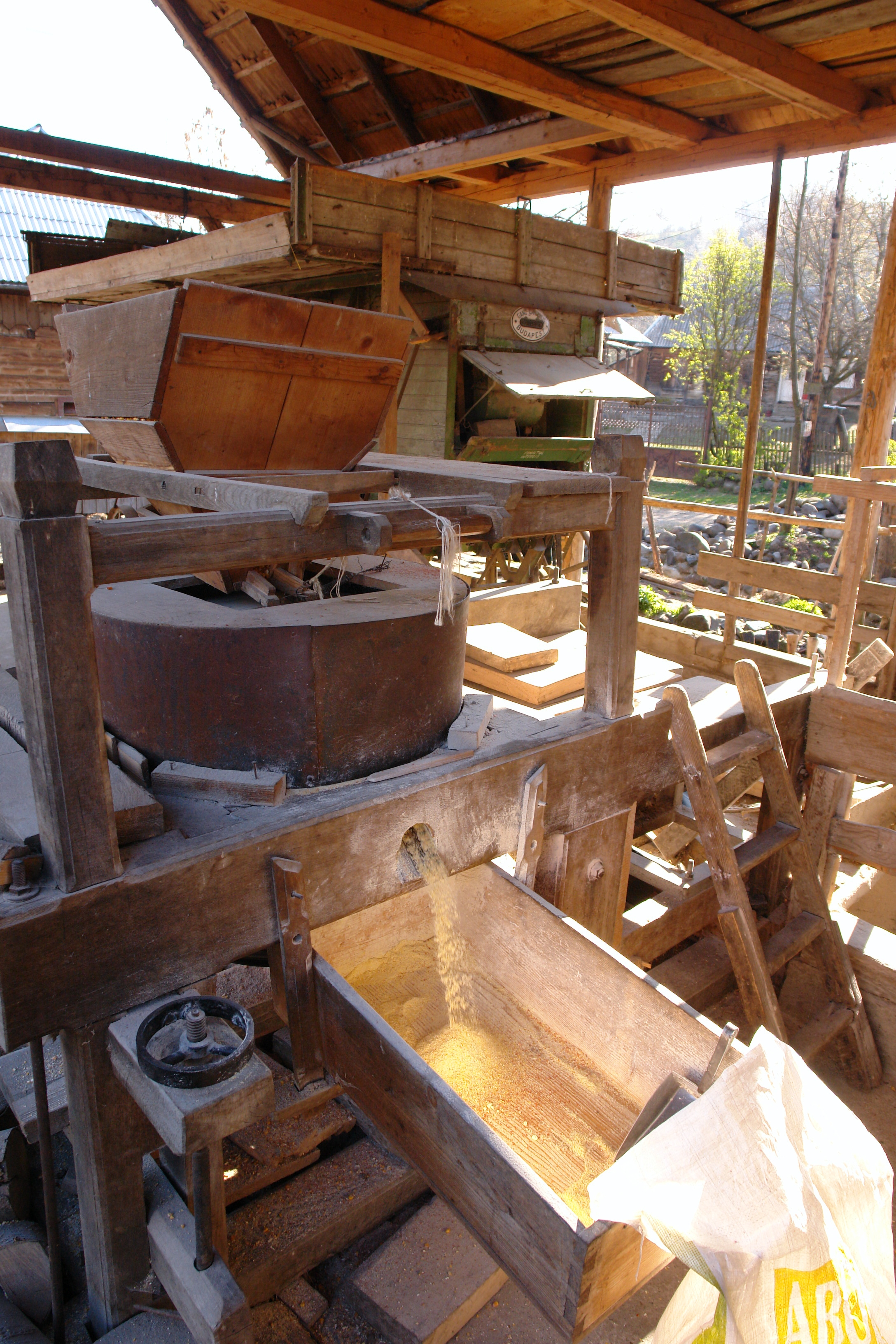
Gheorge Orpiș patak vizével hajott "üzeme"
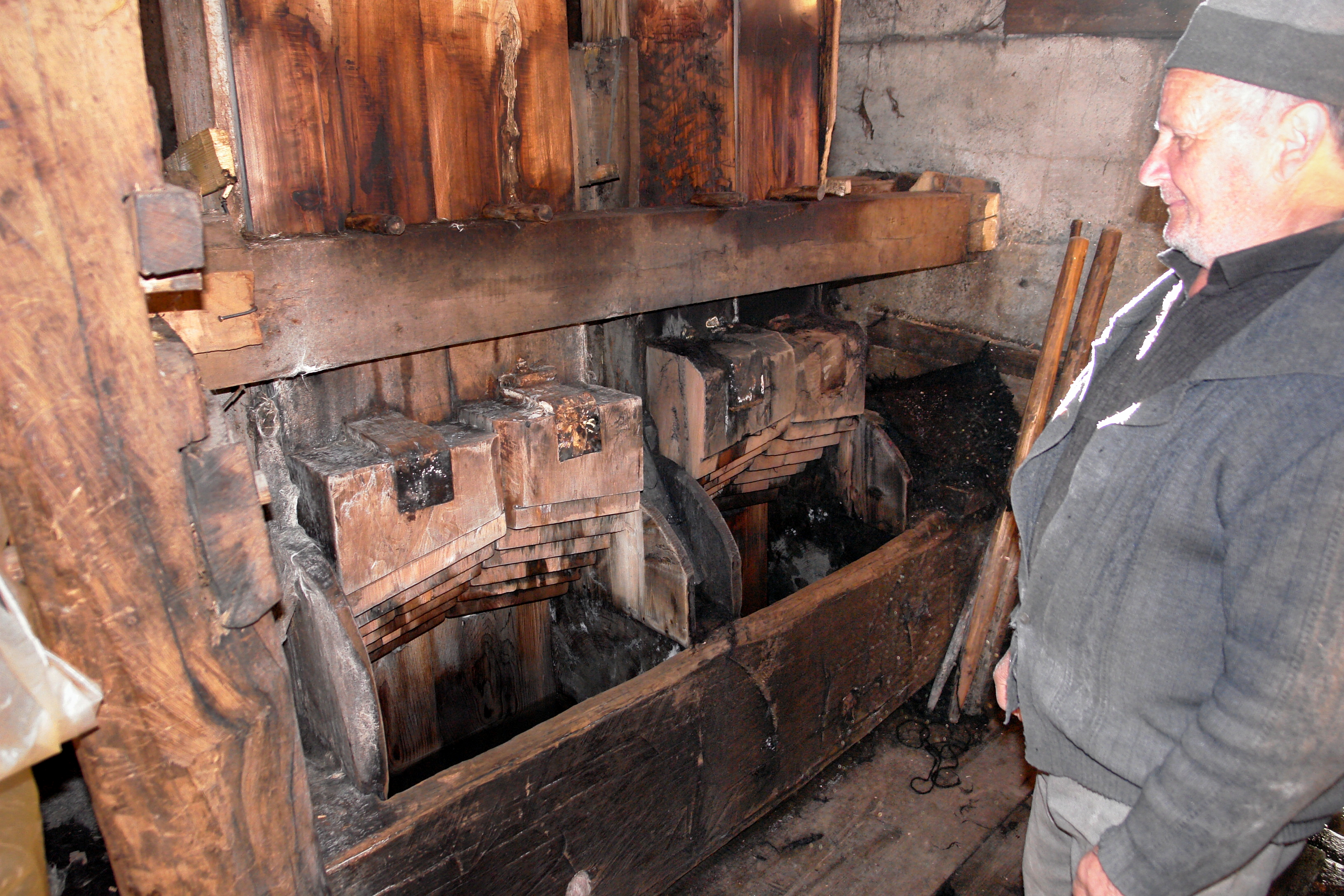
Gheorge Orpiș patak vizével hajott "üzeme"
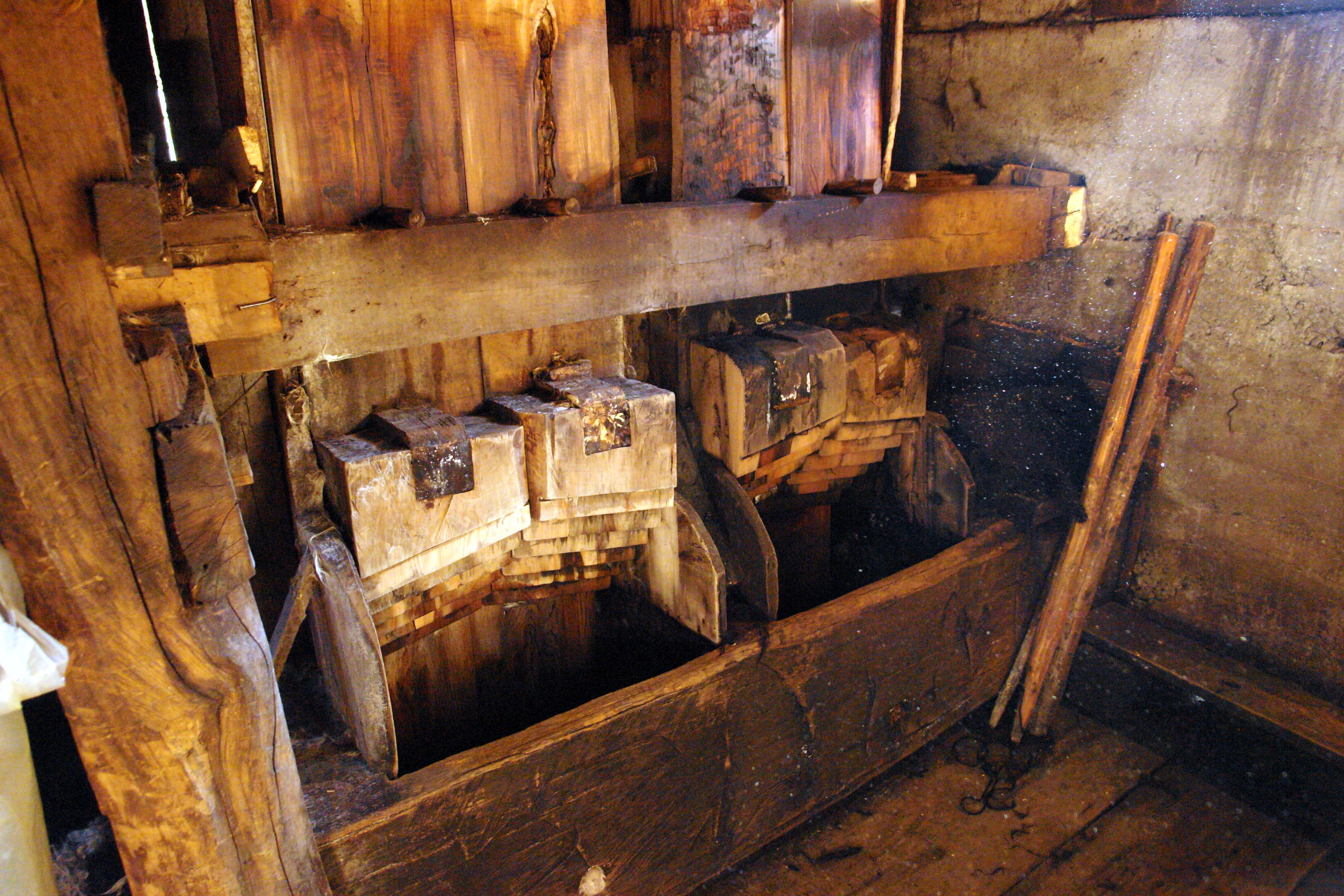
Gheorge Orpiș patak vizével hajott "üzeme"
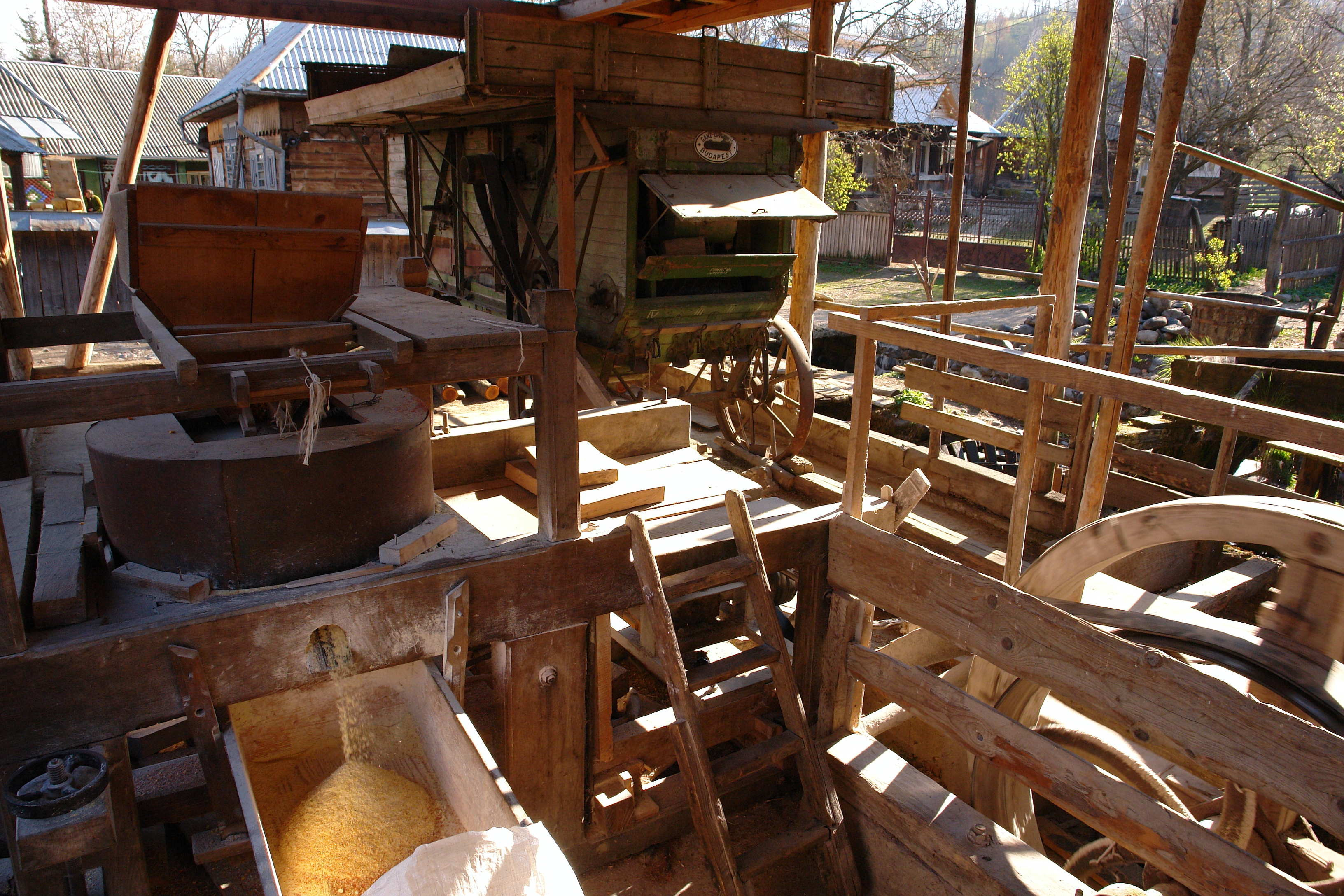
Gheorge Orpiș patak vizével hajott "üzeme"
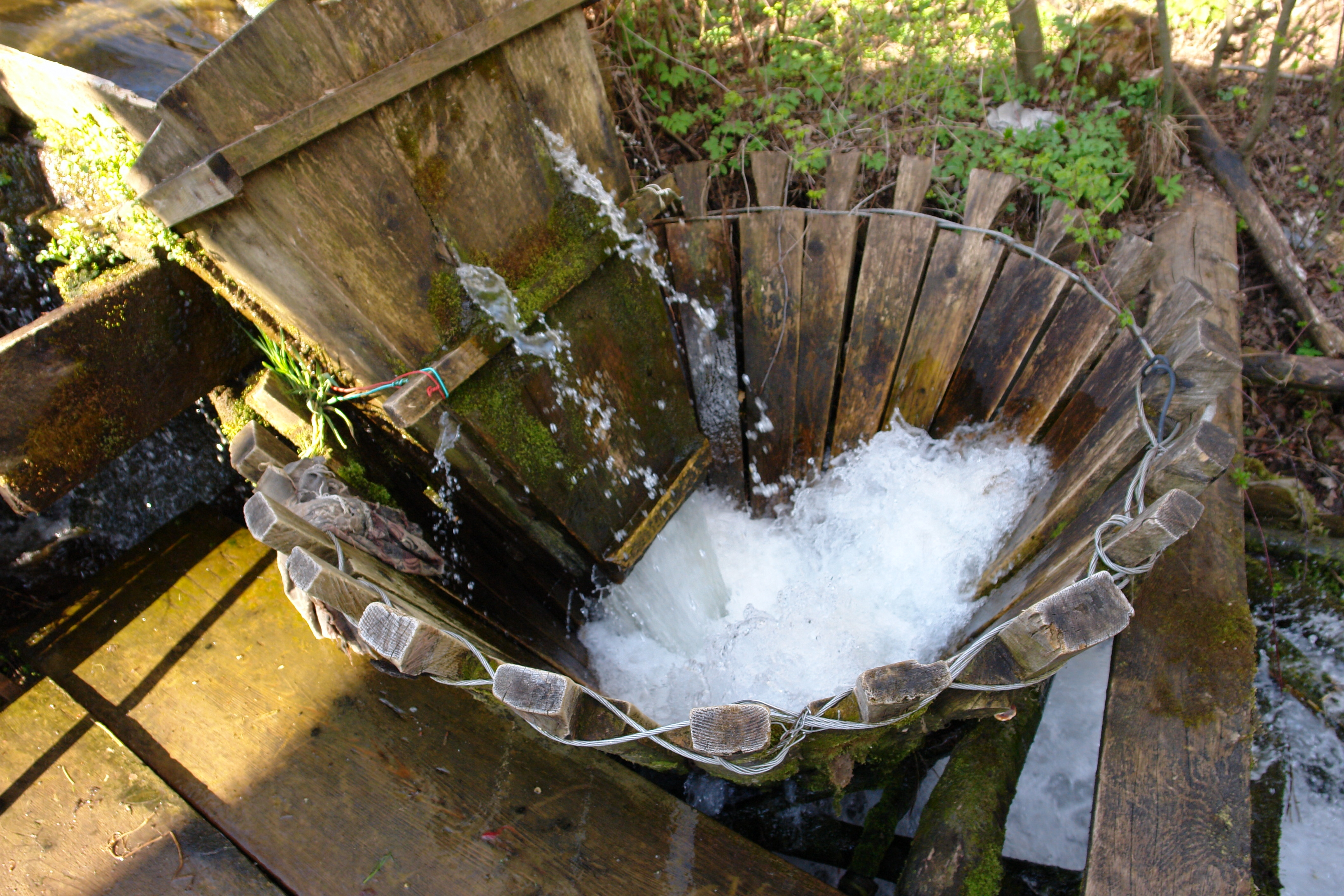
"mosógép"
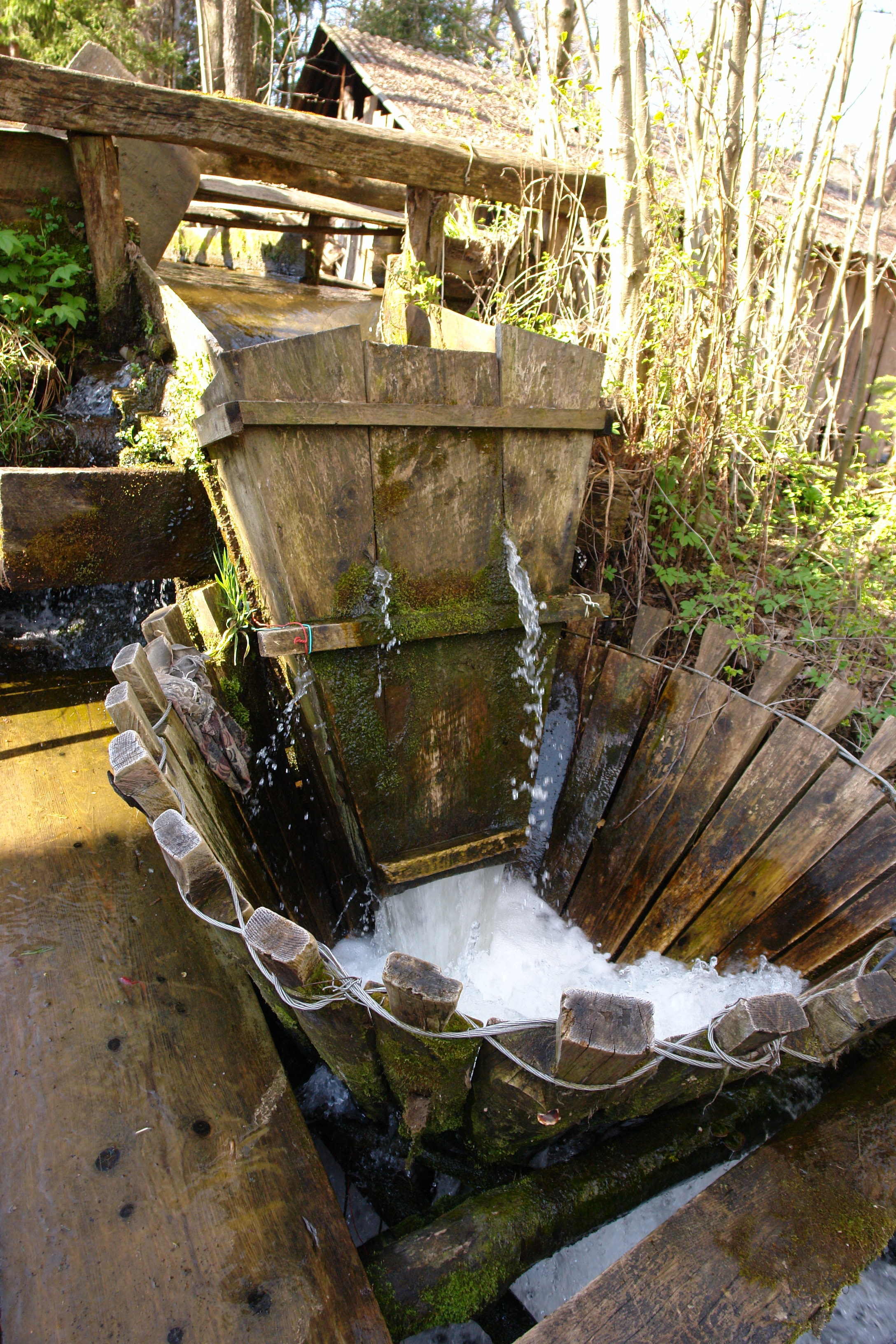
"mosógép"
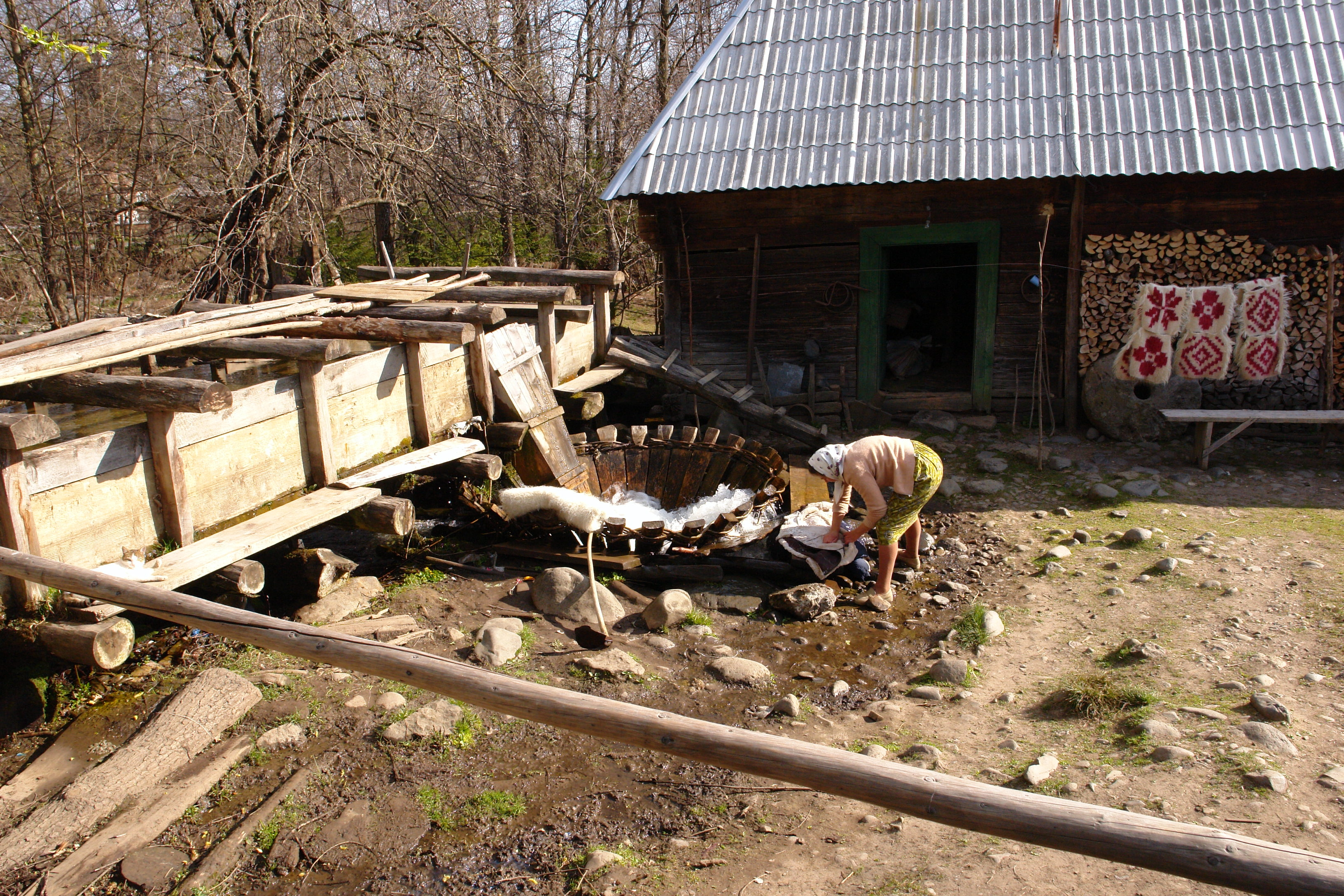
Mosás a patak vizében
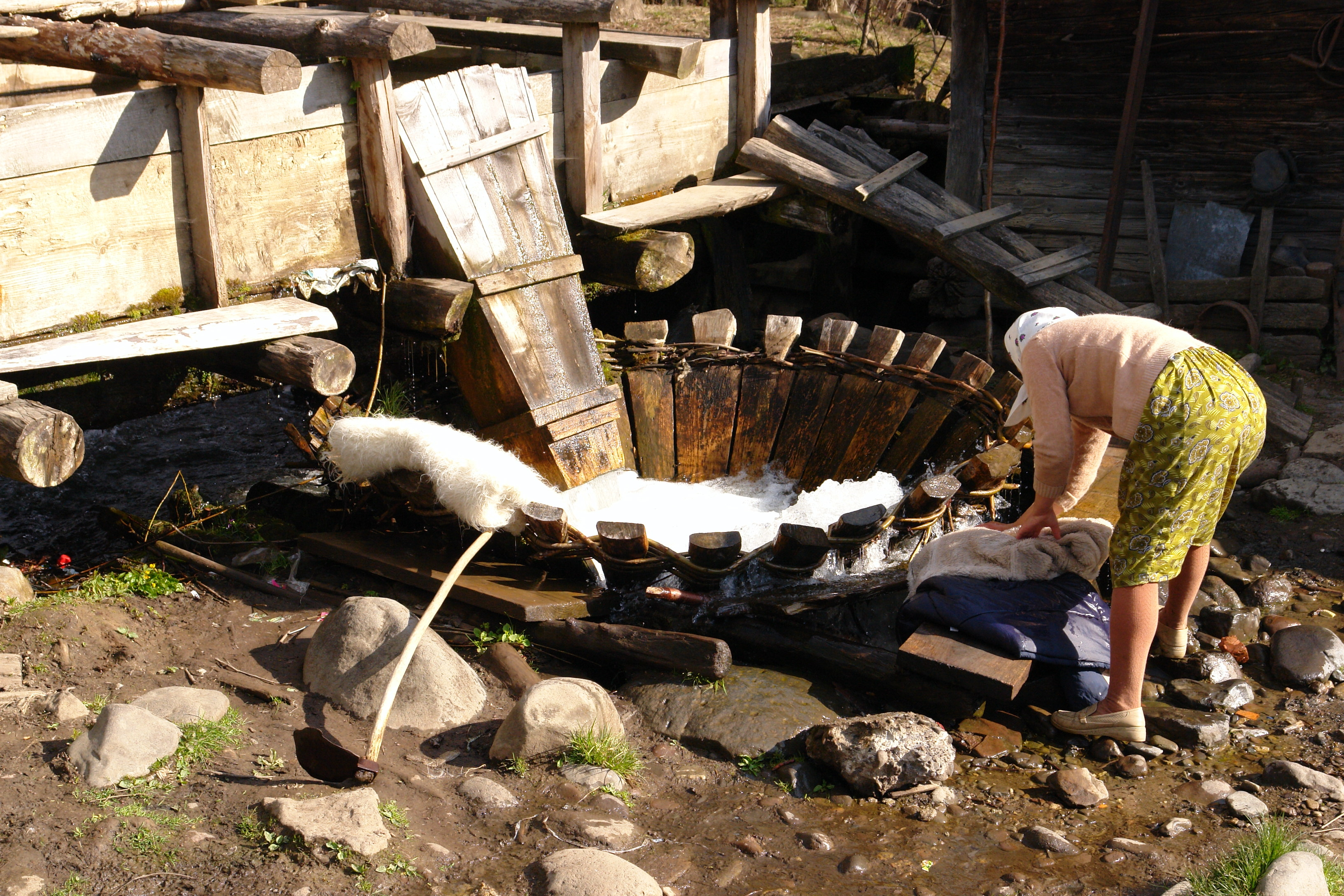
Mosás a patak vizében
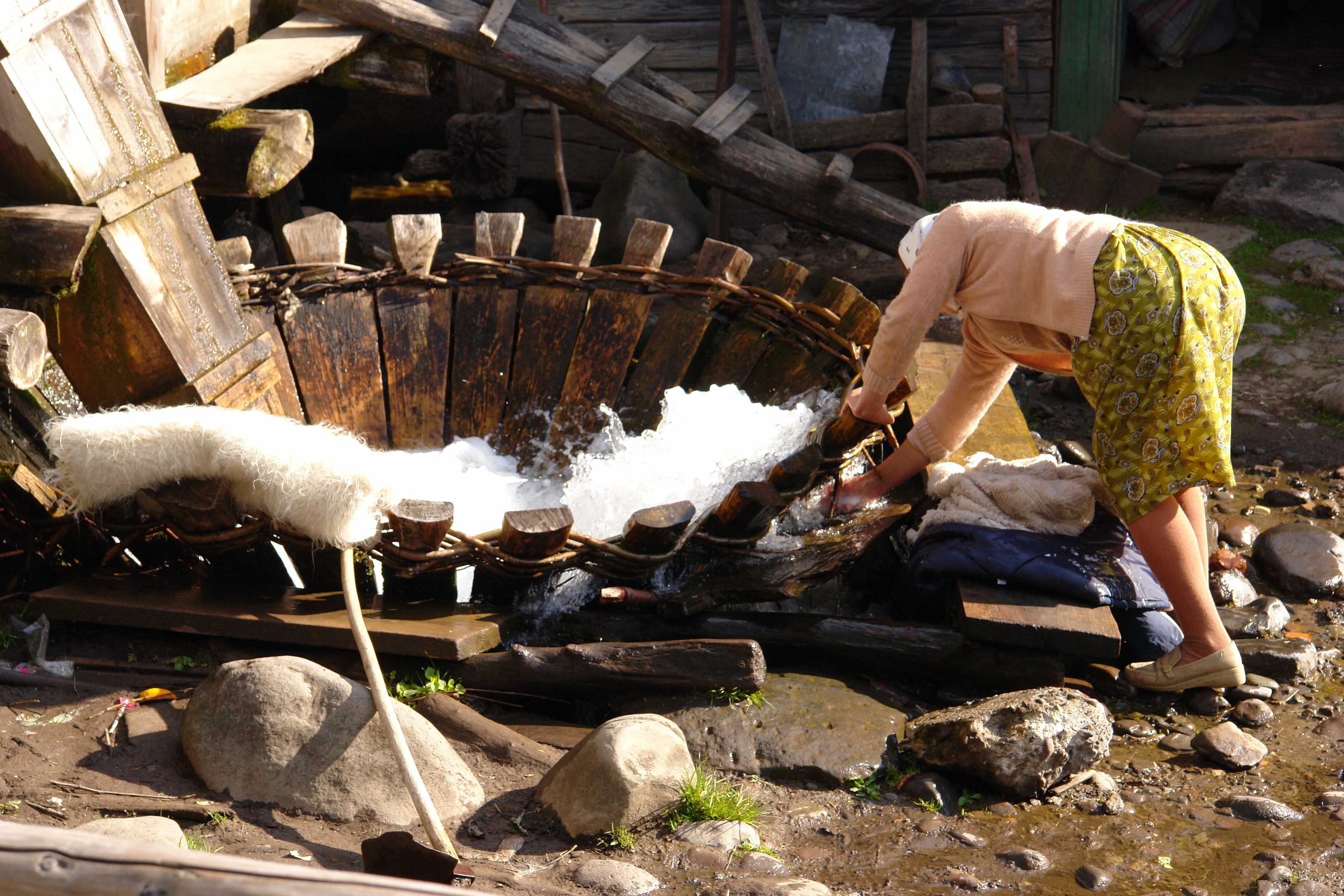
Mosás a patak vizében
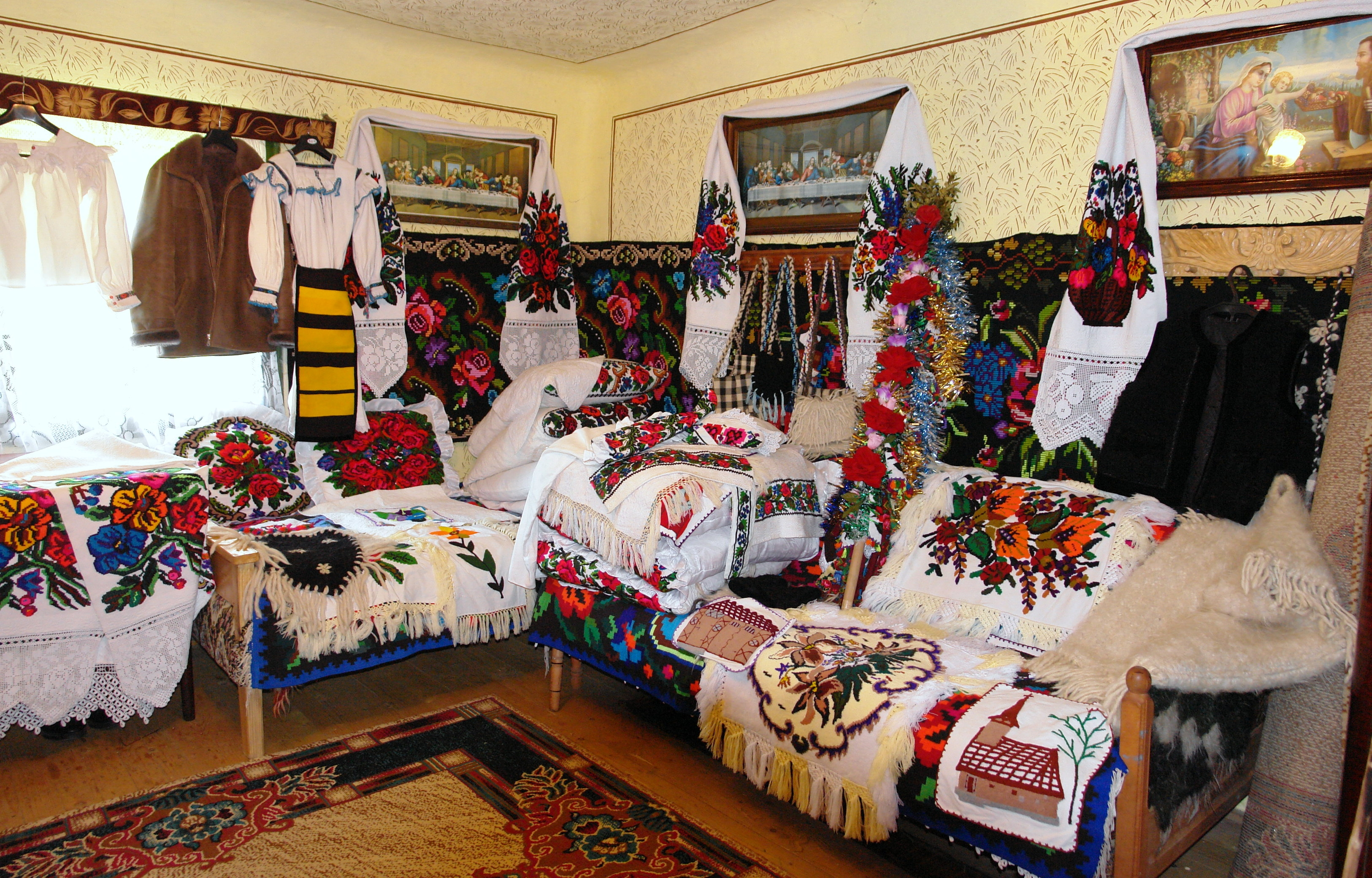
Kézimunkák egy parasztházban